# Mikaela Ingberg
Mikaela Johanna Emilia Ingberg (Vaasa, 29 de julho de 1974) é uma lançadora de dardo finlandesa. Participou de quatro edições dos Jogos Olímpicos onde teve como melhor resultado o sétimo lugar em Sydney 2000.
Entre os seus melhores resultados estão as medalhas de bronze no Campeonato Mundial de 1995 e nos Campeonatos Europeus de 1998 e no 2002.